# Allan O. Hunter

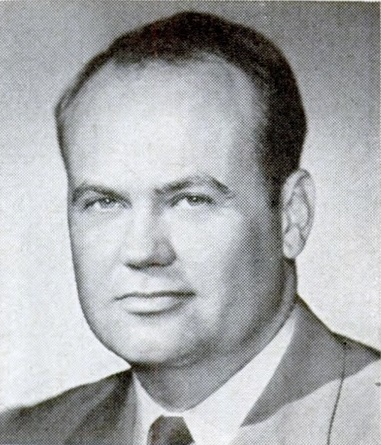
Allan O. Hunter, 1953

Allan Oakley Hunter (* 15. Juni 1916 in Los Angeles, Kalifornien; † 2. Mai 1995 in Bethesda, Maryland) war ein US-amerikanischer Politiker. Zwischen 1951 und 1955 vertrat er den Bundesstaat Kalifornien im US-Repräsentantenhaus.

## Leben
Allan Hunter besuchte die öffentlichen Schulen in Fresno. Im Jahr 1937 absolvierte er das Fresno State College. Nach einem anschließenden Jurastudium am Hastings College of Law wurde er 1940 als Rechtsanwalt zugelassen. Zwischen 1940 und 1944 arbeitete Hunter als Sonderermittler für das FBI. Danach gehörte er in der Endphase des Zweiten Weltkrieges dem Marinegeheimdienst OSS an. Dabei war er in England und Deutschland eingesetzt. Seit 1946 praktizierte er als Anwalt in Fresno.
Politisch schloss sich Hunter der Republikanischen Partei an. Bei den Kongresswahlen des Jahres 1950 wurde er im neunten Wahlbezirk von Kalifornien in das US-Repräsentantenhaus in Washington, D.C. gewählt, wo er am 3. Januar 1951 die Nachfolge von Cecil F. White antrat. Nach einer Wiederwahl konnte er bis zum 3. Januar 1955 zwei Legislaturperioden im Kongress absolvieren. Seit 1953 vertrat er dort als Nachfolger von Patrick J. Hillings den zwölften Distrikt seines Staates. Im Jahr 1954 wurde er nicht wiedergewählt. In seine Zeit als Kongressabgeordneter fielen unter anderem der Koreakrieg und der Beginn der Bürgerrechtsbewegung.
Zwischen 1955 und 1957 war Hunter Berater der Housing and Home Finance Agency in der Bundeshauptstadt Washington. Danach betätigte er sich wieder als Rechtsanwalt. In den Jahren 1952 und 1960 war er Delegierter zu den jeweiligen Republican National Conventions, auf denen Dwight D. Eisenhower und später Richard Nixon als Präsidentschaftskandidaten nominiert wurden. Zwischen 1966 und 1969 war Hunter Vorsitzender der staatlichen Kommission für urbane Weiterentwicklung (California State Commission of Housing and Community Development). Von 1960 bis 1970 war er am Aufbau und dem Betrieb der Rossmor Leisure World Communities beteiligt. Dabei handelte es sich um ein Seniorenwohngebiet. Danach fungierte Hunter in den Jahren 1970 bis 1981 Präsident der Hypothekenbank Fannie Mae. Nach dem Amtsantritt von Präsident Jimmy Carter geriet Hunter wegen seiner Geschäftsführung in Konflikt mit der neuen Bundesregierung. Ein Versuch seiner Absetzung scheiterte nur knapp. Im Jahr 1981 wurde er schließlich doch abgelöst. Danach zog er sich aus dem öffentlichen Leben zurück. Er starb am 2. Mai 1995 in einem Krankenhaus in Bethesda an den Folgen eines Herzanfalls.